# Resistenzzüchtung

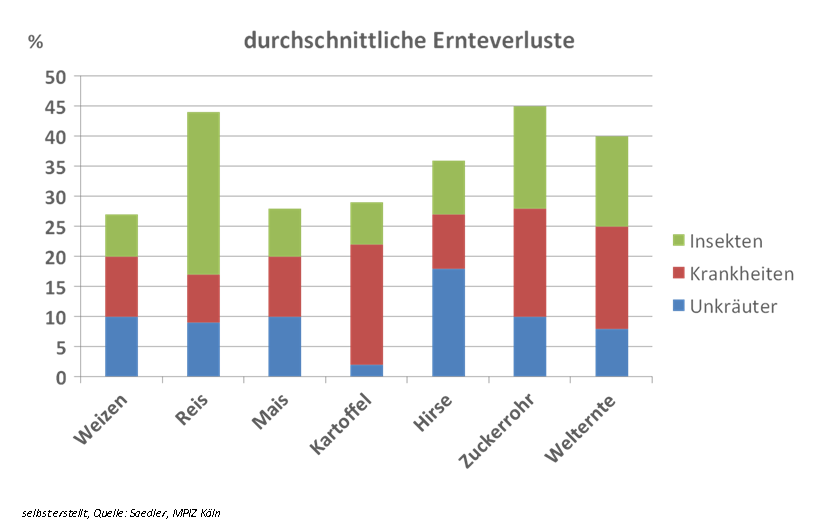
Durchschnittliche Ernteverluste durch verschiedene Ursachen

Unter Resistenzzüchtung versteht man verschiedene Verfahren der Pflanzenzüchtung, die die Widerstandsfähigkeit von Pflanzen gegenüber Schadorganismen erhöhen sollen. Die Wahl des Züchtungsverfahrens ist abhängig von dem Typ der Resistenz.

## Klassische Resistenzzüchtung
Die „klassische“ Resistenzzüchtung arbeitet mit den verschiedenen Kombinationszüchtungsverfahren, wie Kreuzungszüchtung und Hybridzüchtung.
Monogene Resistenzen (die nur auf einen oder wenigen Genen beruhen) lassen sich durch Kreuzung, bei nachfolgender Prüfung der Nachfahren auf das Vorhanden sein des relevanten Gens züchterisch einfach bearbeiten. Polygene Resistenzen (partielle Resistenzen) lassen sich bisher züchterisch nur schwer bearbeiten und wurden daher seltener genutzt, sind jedoch sehr viel dauerhafter, als monogene Resistenzen. Ihre züchterische Bearbeitung im Rahmen der Kreuzungszüchtung ist klassisch mit einem hohen Verlustrisiko der Resistenz im Laufe des Züchtungsprozesses verbunden.

### Gen-Pyramidisierung
Gen-Pyramidisierung ist ein Verfahren der Präzisionszucht, bei dem Marker-gestützt verschiedene partielle Resistenzgene, die gemeinsam quantitativ zu einem phänotypischen Merkmal beitragen, zusammengeführt werden und damit zu einer o. g. polygenen Resistenz führen. In der Pflanzenzüchtung können so auch ohne Gentechnik gezielt Sorten gewonnen werden, die durch eine Kombination verschiedener Resistenzgene (verschiedener loci) eine höhere Widerstandskraft gegen einen Krankheitserreger aufweisen als die Ausgangssorten mit ihrer geringeren Anzahl verschiedener Resistenzgene. Gleichzeitig kann eine pryramidisierte Resistenz der Zuchtsorte nicht so leicht durch eine Resistenzbildung des Krankheitserregers überwunden werden. Pyramidisierung im allgemeineren Sinne meint die Kombination mehrerer Gene aus verschiedenen Genomen innerhalb eines Genoms.

## Gentechnische Resistenzzüchtung
In der Biotechnologie versteht man unter Resistenzzüchtung  die Fähigkeit, beispielsweise eine Pflanze durch Einklonieren eines bestimmten Gens so zu verändern, dass sie eine erhöhte Widerstandskraft gegenüber äußeren Einflüssen erhält, wie z. B. Herbizide oder Bakterien.

### Pilz-resistente Pflanzen
Pilzerkrankungen können zu großen Ernteschäden führen. Ein historisch wichtiges Beispiel hierfür ist die Kartoffelfäule (Phytophthora infestans), welche in Europa im 19. Jahrhundert zu erheblicher Hungersnot führte. Durch die Genexpression von pflanzeneigenen Enzymen, die gegen die Pilz-Zellwand gerichtet sind, konnte z. B. die Pilzresistenz von Tabak erhöht werden. Gute Erfolge erzielte man auch mit der Expression Ribosomen-inaktivierender Proteine (RIP).

### Virus-resistente Pflanzen
Da Viren erhebliche Ernteverluste bewirken können, wie z. B. das Potato-Virus 4 bei der Kartoffel oder das Rhizomania-Virus bei der Zuckerrübe, versucht man daher die Expression nicht mehr funktioneller Virus-Proteine in der Pflanze in den Replikationsmechanismus des Virus einzugreifen (cross protection). Ebenfalls untersucht werden die Expression antiviraler Antikörper.

### Insekten-resistente Pflanzen
Das Bakterium Bacillus thuringiensis bildet ein Protein, welches im Insektendarm durch Proteolyse in ein hochwirksames Toxin übergeht. Allerdings wird das Protein von Pflanzen und Säugetieren nicht zum Toxin prozessiert. Daher hat man das BT-Toxin als Fressgift in zahlreichen Nutzpflanzen exprimiert. Durch Codon-Optimierung und Verwendung starker, konstitutiver Promotor (z. B. des 35S-Promoters des Blumenkohlmosaikvirus) konnte die Genexpressionsrate ca. 100fach erhöht werden. Auch mit einklonierten Protease-Inhibitoren als Fressgift wurden Erfolge erzielt.
Ein bekanntes Anwendungsbeispiel ist Bt-Mais, welcher eine Resistenz gegen Maiszünsler aufweist.

### Herbizid-tolerante Pflanzen
Transgene Pflanzen mit Herbizid-Toleranz sind genetisch so verändert, dass sie entweder das Herbizid-empfindliche Protein in großen Mengen enthalten, das Herbizid entweder weniger gut oder gar nicht mehr am Wirkort binden oder es durch Abbau inaktivieren. Beispielsweise wurde so die Kartoffelpflanze durch Einklonieren eines Gens aus dem Bakterium Streptomyces hygroscopicus gegen den Hemmer der Glutamin-Synthase resistent gemacht. Dieser Hemmer, das Phosphinothricin, ist ein Bestandteil verschiedener kommerzieller Herbizide und wird meist als Breitbandherbizid mit kontakt- und teilsystemischer Wirkung verwendet.